# 멜티 블러드: 타입 루미나
《MELTY BLOOD: TYPE LUMINA》(한국어: 멜티 블러드: 타입 루미나, 일본어: メルティブラッド：タイプルミナ)는 Type-Moon 및 애니플렉스의 제작 지원으로 프랑스빵에서 개발하고 딜라이트워크스에서 퍼블리싱하는 MELTY BLOOD 시리즈의 최신 리부트작으로, 2021년 9월 30일 Nintendo Switch, PlayStation 4, Xbox One 및 마이크로소프트 윈도우용으로 출시되었다.
MELTY BLOOD: TYPE LUMINA는 원래 2010년 MELTY BLOOD의 HD 리메이크 제목으로만 밝혀졌으며, Type-Moon이 마법사의 밤 작업을 시작하면서 개발이 중단되었다. 이로 인해 2011년 프랑스빵이 개발한 Under Night In-Birth에서 MELTY BLOOD의 오리지널 메인 히로인인 시온 엘트남 아틀라시아가 게스트 캐릭터로 등장하였다.
10년 후, Type-Moon과 프랑스빵은 "MELTY BLOOD HD"의 개발을 계속하고 시리즈를 리부트하기 위해 다시 한 번 협력하였다. TYPE LUMINA는 비주얼 노벨 월희를 리부트한 월희 -A piece of blue glass moon-의 캐릭터가 등장하는 프리퀄 격투 게임이다. 따라서 원래 MELTY BLOOD 게임 중 4개에 등장한 일부 등장인물, 특히 시온은 복귀하지 않는다.
축소된 명단을 통해 개발자는 아크 시스템 워크스의 개발된 Unreal Engine 게임, Guilty Gear Xrd 및 Granblue Fantasy Versus를 주요 영감으로 인용하면서 더 많은 음성 대사와 다양한 전투원 간의 고유한 상호 작용을 포함할 수 있다. 처음부터 제작된 이 게임은 고화질 2D 비주얼을 지원하고 업데이트된 전투 시스템을 특징으로 한다. 변경 사항 중에는 플레이어가 버튼을 반복적으로 눌러 다양한 공격을 수행할 수 있는 새로운 Rapid Beat 시스템이 있다.
2021년 3월 25일, 프랑스빵에서 개발하고 Type-Moon, Aniplex 및 Delightworks로 구성된 엔터티인 Project Lumina에서 제작한 Nintendo Switch, PlayStation 4 및 Xbox One 본체용 MELTY BLOOD: TYPE LUMINA가 2021년 전세계 출시를 위해 발표되었다. 2021년 6월 23일 Type-Moon Vol. 3은 Microsoft Windows 버전이 콘솔과 함께 스팀을 통해 출시될 것이며 게임의 9월 30일 출시 날짜와 표준 및 디럭스 에디션이 출시될 것이라고 방송하였다. 2021년 8월 24일에 방송된 Type Moon Vol 5에서는 게임의 초기 플레이 가능한 캐릭터가 13명이 될 것이라고 밝혔다. 그러나 2021년 9월 29일에 방송된 Type Moon Vol.6에서는 Fate/stay night의 캐릭터인 세이버가 게스트 캐릭터로 추가 공개되었다.

## 등장인물
- 토오노 시키 (성우: 카네모토 료스케)
- 알퀘이드 브륜스터드 (성우: 하세가와 이쿠미)
- 시엘 (성우: 혼노 카에데)[8]
- 토오노 아키하 (성우: 시모지 시노)
- 히스이 (성우: 이치노세 카나)[9]
- 코하쿠 (성우: 쿠와하라 유우키)[10]
- 키시마 코우마 (성우: 하마노 다이키)[11]
- 히스이 & 코하쿠[12]
- 아리마 미야코 (성우: 카네모토 히사코)[13]
- 미하일 로아 발담용 (성우: 아자카미 요헤이)[14]
- 노엘 (성우: 카야노 아이)[15]
- 블로브 아르한겔 (성우: 츠다 켄지로)[16]
- 폭주 알퀘이드 (성우: 하세가와 이쿠미)
- 세이버 (성우: 카와스미 아야코)[17]
- 아오자키 아오코 (성우: 토마츠 하루카)
- 사도 노엘 (성우: 카야노 아이)
- 완전무장 시엘 (성우: 혼노 카에데)
- 마리오 젤로 베스티노(성우: 사쿠라 아야네)
- 네코 아르크 (성우: 하세가와 이쿠미)
- 마슈 키리에라이트 (성우: 타카하시 리에)
- 우시와카마루 (성우: 하야미 사오리)
- 암굴왕 에드몽 당테스 (성우: 시마자키 노부나가)

## 반응
일본에서 《멜티 블러드: 타입 루미나》는 발매 첫 주에 닌텐도 스위치판이 11,604장, 플레이스테이션 4판이 18,833장으로 총 30,437장의 소매판이 판매됐다. 이는 다운로드 판매는 포함하지 않은 수치다. 2022년 3월 14일, 《타입 루미나》 전세계 판매량이 27만 장을 돌파했다. 같은 해 9월 24일에 판매량이 33만 장을 초과했다고 발표했다.

## 참조

### 주해
1. ↑  탐소프트와 게임루프가 추가개발.[1]